# Липова (гмина)
Липова (пол. Lipowa) — сельская гмина (волость) в Польше, входит как административная единица в Живецкий повет, Силезское воеводство. Население — 9630 человек (на 2004 год).

## Демография
| Перепись                       | Всего   | Всего | Женщины | Женщины | Мужчины | Мужчины |
| ------------------------------ | ------- | ----- | ------- | ------- | ------- | ------- |
| Единицы                        | человек | %     | человек | %       | человек | %       |
| Население                      | 9630    | 100   | 4894    | 50,8    | 4736    | 49,2    |
| Плотность населения (чел./км²) | 165,8   | 165,8 | 84,3    | 84,3    | 81,5    | 81,5    |

## Сельские округа
1. Лесьна
2. Липова
3. Остре
4. Сенна
5. Слотвина
6. Твардожечка

## Соседние гмины
1. Гмина Бучковице
2. Гмина Лодыговице
3. Гмина Радзеховы-Вепш
4. Щирк
5. Висла
6. Живец